# شهرستان چینگچنگ
شهرستان چینگچنگ (به لاتین: Qingcheng County) یک منطقهٔ مسکونی در چین است که در کینگیانگ واقع شده‌است.